# Ager Aketxe
Ager Aketxe Barrutia, más conocido como Aketxe (Bilbao, 30 de diciembre de 1993) es un jugador de fútbol español que juega como centrocampista. Actualmente juega en el Real Zaragoza de la Segunda División de España.

## Trayectoria

### Inicios en Lezama
Nacido en Bilbao, se unió a la cantera del Athletic Club en 2003. En 2012, fue ascendido al Bilbao Athletic, en Segunda División B, donde permaneció dos temporadas. Además, en la temporada 2012-2013, participó en las NextGen Series donde anotó un gol ante el Arsenal. En ese torneo internacional, precursor de la Liga Juvenil de la UEFA, jugó con otros tantos futuros jugadores del primer equipo como Kepa, Remiro, Lekue, Yeray, Laporte o Williams. En su segunda temporada con el filial disputó todos los partidos y marcó seis goles, tres de ellos de falta directa. 

### Athletic Club
De cara a la campaña 2014-15 se incorporó al primer equipo, dirigido por Ernesto Valverde, tras haber pasado por todas las categorías inferiores del club. Debutó el 17 de septiembre, en San Mamés, entrando en lugar de Iker Muniain en el minuto 75 en un empate 0-0 ante el FC Shakhtar Donetsk en la Liga de Campeones de la UEFA. Acabó el partido con una fractura en el dedo de su pie derecho que le tuvo de baja seis semanas. A su vuelta, sufrió varios problemas musculares. Tuvo un buen final de temporada, participando en cinco de las siete últimas jornadas de Liga. Marcó su primer gol el 17 de mayo, en la gran remontada realizada ante el Elche (2-3). El equipo perdía 2-0 en el minuto 78 y anotó el gol del que acortaba distancias. El 30 de mayo perdió la final de la Copa del Rey frente al Barcelona. 
El 17 de agosto de 2015 consiguió el título de campeón de la Supercopa de España al superar a doble partido al Barcelona por 5-1. En ambas finales estuvo en el banquillo, sin llegar a jugar. En enero de 2016, tras participar en 10 partidos con el primer equipo, estuvo a punto de salir cedido al Zaragoza. Finalmente, fue reubicado en el filial rojiblanco para ayudarlo en la lucha por la permanencia en Segunda División. Se convirtió en el máximo goleador del equipo, con ocho goles en 21 partidos. De esos ocho goles, tres fueron de falta directa: ante el Girona, Ponferradina y Huesca. El 27 de febrero marcó un hat-trick frente a la Ponferradina. El 9 de abril anotó, ante la Llagostera, con un disparo lejano que entró por la escuadra. El 26 de mayo sufrió una grave lesión de ligamentos de la rodilla derecha, en un partido ante el Alavés. Fue nominado como jugador revelación de Segunda División en los premios que otorgaba anualmente la LFP.

### Cádiz C. F. y breve paso por Toronto
El 30 de enero de 2017 se anunció su cesión hasta final de temporada al Cádiz C. F., para que cogiera ritmo después de su larga lesión. El 11 de febrero debutó ante el Getafe en el Coliseum Alfonso Pérez, salió al campo en el minuto 66, y en el minuto 68 anotó un gol de falta directa que ponía el 2-2 momentáneo. Marcó, de forma consecutiva, ante Córdoba C. F. y Sevilla Atlético de falta directa. El 15 de junio convirtió el único gol del partido de ida de la fase de ascenso a Primera División ante el C. D. Tenerife con un disparo desde unos 30 metros.
Sus actuaciones en el club andaluz, le permitieron regresar al Athletic Club para la campaña 2017-18. Sin embargo, su paso por el equipo de Ziganda estuvo marcado por la falta de oportunidades ya que sólo jugó 267 minutos repartidos en doce partidos, siendo tres veces titular (dos veces ante el Formentera y una vez ante el Hertha BSC).
El 23 de febrero de 2018 se incorporó al Toronto F. C., después de haber rescindido su contrato con el Athletic Club una semana antes. El 27 de febrero debutó con el club canadiense en un partido correspondiente a la Liga de Campeones de la CONCACAF, que acabó con empate (0-0) ante el Colorado Rapids. El 3 de marzo debutó como titular en la derrota (0-2) ante el Columbus Crew en la jornada inaugural de la Major League Soccer.
El 11 de julio de 2018 se anunció su cesión por una temporada al Cádiz C. F., donde ya pasó la segunda parte de la temporada 2016-17. En su segunda etapa en el club amarillo logró cuatro tantos, tres de ellos en los últimos dos meses de competición. Su temporada, en líneas generales, fue positiva ya que acabó a gran nivel aunque atravesó tramos con poca participación.

### R. C. Deportivo de La Coruña
El 13 de julio de 2019 firmó un contrato de una temporada más otra opcional con el R. C. Deportivo de La Coruña. El 18 de agosto, en su debut como deportivista, marcó uno de los goles en el triunfo ante el Real Oviedo (3-2). En el mes de septiembre logró tres goles, dos de falta directa, que ayudaron a sumar dos puntos.Acabó la temporada como máximo goleador del equipo y, también, siendo el jugador de campo con más minutos disputados, pero sin poder evitar el descenso del cuadro herculino.

### U. D. Almería
El 7 de septiembre de 2020 se incorporó a la Unión Deportiva Almería como agente libre. En su primer encuentro marcó su primer gol en el triunfo frente al CD Lugo (0-2). El 30 de mayo, en la última jornada, anotó un doblete en el triunfo frente al Sporting (0-2). Posteriormente, el 23 de julio de 2021, llegó a un acuerdo mutuo para rescindir su último año de contrato a pesar de haber anotado seis goles.

### S. D. Eibar
El 27 de julio de 2021 se comprometió firmando por dos años con la S. D. Eibar de la Segunda División. Tras contar muy poco para Garitano, el 2 de junio de 2022, en el partido de ida de semifinales de los play-offs de ascenso anotó el gol de la victoria frente al Girona F. C. en Montilivi (0-1), con un disparo desde 35 metros. En los primeros siete encuentros de la temporada 2022-23 dio seis asistencias, siendo el mejor asistente del fútbol español en ese momento.Sin embargo, los problemas físicos evitaron que se consolidara en el once titular y acabó la temporada con siete asistencias y dos goles en 24 partidos.
Ya con Joseba Etxeberria como técnico, comenzó la temporada 2023-24 con cinco goles en diez encuentros, destacando el tanto de la remontada frente al Real Zaragoza (2-3) de falta directa.Al término de la campaña, se marchó como agente libre del club habiendo logrado trece tantos en más de cuarenta encuentros.

### Real Zaragoza
El 7 de agosto de 2024 se anunció su llegada al Real Zaragoza de la Segunda División.

## Selección nacional
Formó parte de la Selección sub-20 que acudió al Mundial sub-20 de Turquía en 2013. Participó en el último partido de fase de grupos ante, a la postre campeona, Francia cuando salió en el minuto 89 en lugar de Jesé.

## Clubes
| Club                   | País   | Periodo         | Partidos (goles) |
| ---------------------- | ------ | --------------- | ---------------- |
| C. D. Basconia         | España | 2011-2012       | 33 (9)           |
| Bilbao Athletic        | España | 2012-2014       | 68 (11)          |
| Athletic Club          | España | 2014-2018       | 34 (1)           |
| Bilbao Athletic        | España | 2016            | 21 (8)           |
| Cádiz C. F. (cedido)   | España | 2017            | 18 (5)           |
| Toronto F. C.          | Canadá | 2018            | 14 (0)           |
| Cádiz C. F.            | España | 2018-2019       | 35 (4)           |
| Deportivo de La Coruña | España | 2019-2020       | 41 (7)           |
| U. D. Almería          | España | 2020-2021       | 29 (6)           |
| S. D. Eibar            | España | 2021-2024       | 94 (16)          |
| Real Zaragoza          | España | 2024-actualidad | -                |

Actualizado el 08 de agosto de 2024.

## Palmarés

### Títulos nacionales
| Título              | Club          | País   | Año  |
| ------------------- | ------------- | ------ | ---- |
| Supercopa de España | Athletic Club | España | 2015 |

## Vida personal
Su hermano, Isaac Aketxe, también jugó en el Athletic Club, debutando en Primera División el 20 de septiembre de 2009 ante el Villarreal. Coincideron como rivales en un Sestao River - Bilbao Athletic, que se disputó el 23 de febrero de 2013, en donde ambos anotaron gol.
Ager fue imputado por el Juzgado de Instrucción n.º 5 de Guecho debido a un presunto delito leve de lesiones y de atentado contra la autoridad cometido, en Romo, el 9 de agosto de 2015 después de haber protagonizado un altercado con un ertzaina que se encontraba fuera de servicio. El 18 de enero de 2019 fue condenado por el Juzgado de lo Penal de Bilbao a dos meses de multa por haber participado en el lanzamiento del ertzaina al río Gobela.